# Regra da Peça Tocada
A Regra da Peça Tocada, também conhecida pela expressão "peça tocada, peça jogada", é uma regra fundamental do enxadrismo que determina que o enxadrista é obrigado a efetuar o lance com qualquer peça que tenha tocado na sua vez de jogar, a menos que tenha se utilizado do j'adoube.